# Cink-szulfid
A cink-szulfid a cink kénnel alkotott vegyülete, szulfidja. Képlete ZnS. Vízben és szerves savakban gyakorlatilag oldhatatlan. A természetben két ásványként található meg, ezek a szfalerit és a wurtzit. Fehér festékek készítésére használják.

## Kémiai tulajdonságai
Szerves savakban oldhatatlan, de erős ásványi savak feloldják, ekkor kén-hidrogén fejlődik. Reakcióba lép klórral és jóddal, a reakciók során a cink halogénvegyületei (cink-klorid, cink-jodid) keletkeznek és kén válik szabaddá.
{\displaystyle \mathrm {ZnS+Cl_{2}\rightarrow ZnCl_{2}+S} }
Szénnel hevítve cinkké redukálódik, és szén-diszulfid keletkezik.
{\displaystyle \mathrm {2\ ZnS+C\rightarrow 2\ Zn+CS_{2}} }
Cinkké redukálódik alumíniummal, vassal, nikkellel hevítve is. Ha levegőn hevítik, cink-oxiddá alakul és kén-dioxid fejlődik.
{\displaystyle \mathrm {2\ ZnS+3\ O_{2}\rightarrow 2\ ZnO+2\ SO_{2}} }
Vízgőz hatására cink-oxid és hidrogén-szulfid keletkezik belőle, ez a reakció megfordítható.
{\displaystyle \mathrm {ZnS+H_{2}O\rightleftharpoons ZnO+H_{2}S} }
Ha nátrium-karbonáttal (szódával) hevítik, nátrium-szulfid és cink-oxid keletkezik, ha ammónium-kloriddal hevítik, cink-klorid képződik.

## Előfordulása a természetben
A cink-szulfid a természetben két ásványként található meg, ezek a szfalerit és a wurtzit. A szfalerit szabályos, a wurtzit hatszöges kristályrendszerben kristályosodik. A két ásvány közül a wurtzit viszonylag ritka, ez a cink-szulfid módosulat közönséges körülmények között metastabil. Reverzibilisen átalakul szfaleritté magasabb hőmérsékleten. A természetben ritkák a teljesen színtelen, átlátszó cink-szulfid kristályok, ugyanis gyakran fémszennyezéseket tartalmaznak. Különböző színűek lehetnek a szennyezésektől.

## Előállítása
Cink-szulfid keletkezik, ha kén-hidrogént vezetnek cinksók ecetsavat tartalmazó oldatába. Az ekkor leváló csapadékot először kén-hidrogént tartalmazó ecetsavval mossák, majd levegőtől elzártan szárítják.

## Felhasználása
A cink-szulfidot fehér festékek készítésére használják. Alkalmazzák önmagában is, de leggyakrabban bárium-szulfáttal keverik. A bárium-szulfáttal kevert cink-szulfid a litopon, ami a bárium-szulfid és a cink-szulfát cserebomlási reakciójában képződik.
{\displaystyle \mathrm {BaS+ZnSO_{4}\rightarrow BaSO_{4}+ZnS} }
Világító festékek készítésére is alkalmas, ugyanis ha nehézfémekkel (például rézzel, mangánnal) szennyezett, megvilágítás vagy röntgen- és radioaktív sugárzás hatására fluoreszkál.